# 목석부인
《목석부인》은 1982년 6월 26일에 방영된 TV문학관이다.

## 줄거리
채원(황정아)은 남편(노주현)과 6년 전에 사별한 뒤 외아들과 함께 시부모를 모시고 시골에서 사는 미망인이다. 채원은 사진 찍기를 싫어하는 시아버지 송씨(장민호)에게 초상화를 그려주기 위해 화가를 물색하러 서울로 갔다가 박수현(송재호)이라는 화가를 만난다. 수현은 실의에 빠져 그림을 그리기 어려운 상황이지만, 채원은 수현에게 초상화 제작을 맡기는데...

## 출연
- 황정아
- 송재호
- 장민호
- 반효정
- 노주현
- 정동환
- 최선자
- 장희진
- 차화연
- 연운경
- 윤덕용
- 맹호림
- 김병기
- 신동훈
- 이구순
- 이나야
- 김진오
- 이두섭
- 김지연